# تلمبه وارسته
تلمبه وارسته یک منطقهٔ مسکونی در ایران است که در دهستان فردوس (رفسنجان) واقع شده‌است.